# Moritz Schur

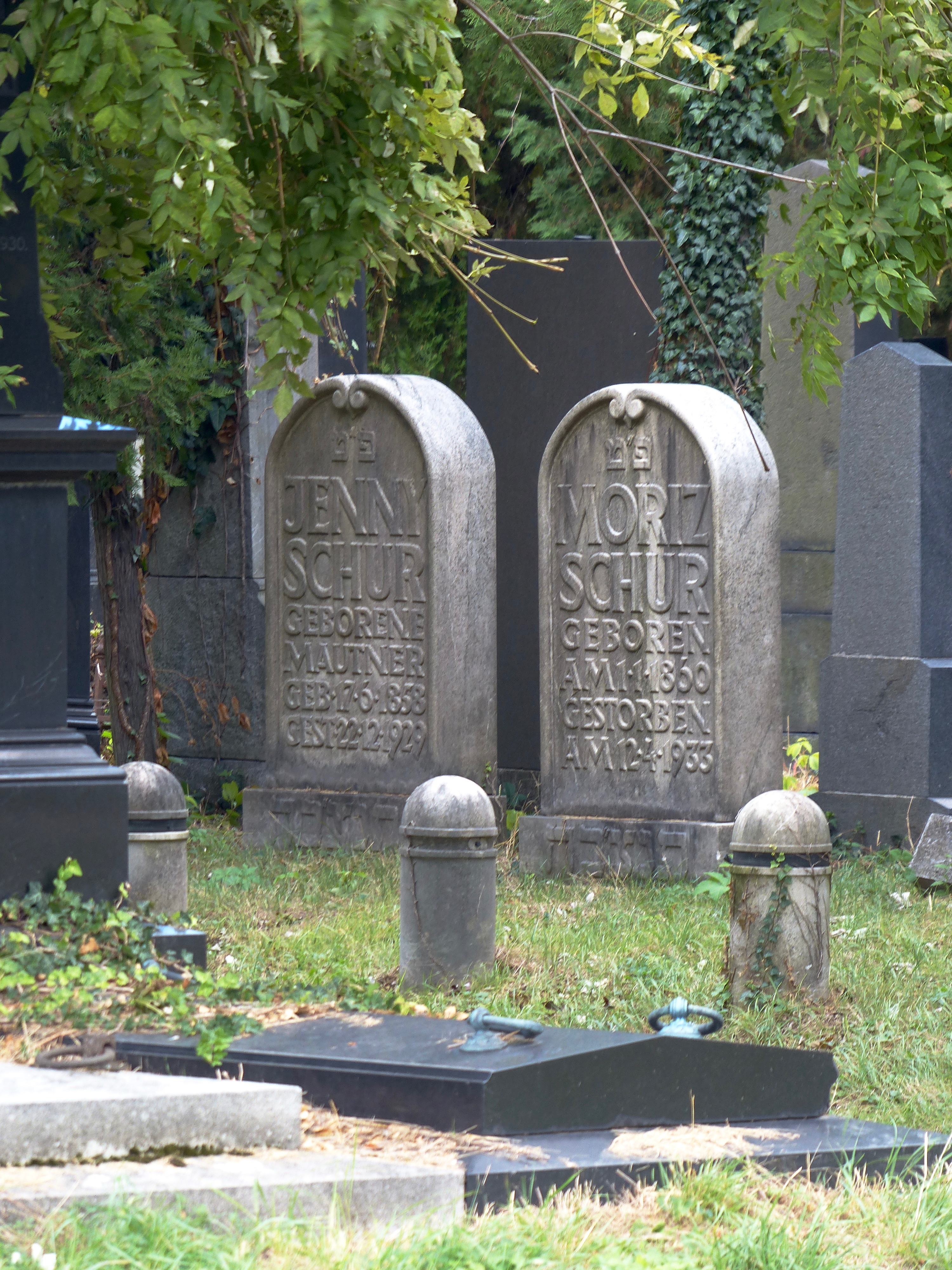
Grabstätten von Moriz und Jenny Schur auf dem Wiener Zentralfriedhof

Moritz Schur (tschechisch Mořic Schur; * 1. Januar 1860 in Náchod, Böhmen; † 12. April 1933 in Wien) war ein österreichischer Industrieller. Er war einer der bedeutendsten Textilunternehmer der Österreichisch-ungarischen Monarchie und ab 1918 der Tschechoslowakei.

## Leben
Moritz Schur war der Sohn eines Lederhändlers. Nach dem frühen Tod des Vaters besuchte er die Handelsakademie in Prag, danach war er kurze Zeit in einer Prager Zuckerfabrik und anschließend im Getreidehandel tätig. 1882 vermählte er sich mit Eugenie (Jenny), der ältesten Tochter des Textilfabrikanten Isaak Mautner und trat in dessen Unternehmen „Isaac Mautner & Sohn“ als Mitarbeiter ein. 1884 erwarb er die 1859 von Philipp Winternitz in Märzdorf im Bezirk Braunau errichtete Leinenweberei, die er zunächst von Nachod aus leitete. Es gelang ihm, durch bessere und hochwertige Warenqualität den Umsatz zu steigern, so dass er Ende der 1880er-Jahre die Fabrik erweitern konnte. 1892 verlegte er die Firmenzentrale nach Wien. Zu Rückschlägen in der Produktion kam es im Ersten Weltkrieg und nach der Gründung der Tschechoslowakei 1918. Nach Aufbauarbeiten konnte die Märzdorfer Weberei erst 1921 in Betrieb genommen werden. 1923 wurde auf Kunstseidenproduktion umgestellt.
Bereits 1899 hatte Schur in Mährisch-Trübau eine Seidenfabrik errichtet, die mit technischen Neuerungen ausgestattet wurde. Um die Abwerbung von Mitarbeitern zu verhindern, unterstützte er die Gründung des Trübauer Industriellenverbandes. Zugleich führte er soziale Einrichtungen für seine Mitarbeiter ein. 1906 trat Schurs ältester Sohn Johann in die Trübauer Firma ein. 1913 erwarb Moritz Schur die Baumwollfärberrei Steinbrecher in Mährisch-Trübau, die er modernisierte und auf Seidenfärberei umstellte. 1919 wurden auch Schurs Söhne Josef und Anton in das Unternehmen aufgenommen. Wegen nachfolgender personeller Probleme nahm Schur 1920 seinen Neffen und Schwiegersohn Kurt Goldschmid in die Betriebsleitung auf. Im selben Jahr erwarb er die beiden Samtfabriken Reichert in Trübau. Diese wurden zu einer Aktiengesellschaft umstrukturiert und firmierten unter der Bezeichnung „Sammt und Seiden-Weberei AG, vormals Rudolf Reichert & Söhne“.
Moritz Schur war ein angesehener und erfolgreicher Unternehmer. Er war Vizepräsident des Verbandes der Tschechoslowakischen Seidenindustriellen und zeitweise Vorstand der Jüdischen Gemeinde Náchod. Er starb 1933; sein Nachlass wurde testamentarisch seinen Söhnen Josef und Anton sowie der Tochter Emmy, verehelichte Goldschmid, zugesprochen. Da jedoch ein Konkursverfahren eingeleitet war, wurde ihnen der Nachlass nicht übergeben.
Die Märzdorfer Weberei wurde nach der Sudetenkrise unter dem damaligen Direktor Josef Schmidt arisiert und nach Ende des Zweiten Weltkriegs durch die Tschechoslowakei enteignet. 1947 wurde sie dem Nachoder Textilverbund „Východočeské bavlnářské zavody“ unterstellt und 1964 aufgelöst.
Zu einer Restitution der Fabriken an die Nachkommen von Moritz Schur kam es nicht.
Moritz und Jenny Schur fanden ihre letzte Ruhestätte in der alten israelitischen Abteilung des Wiener Zentralfriedhofes.